# Jürgen Dendorfer
Jürgen Dendorfer (* 19. Juli 1971 in Roding) ist ein deutscher Historiker. Dendorfer lehrte von 2010 bis 2011 als Professor für Mittelalterliche Geschichte an der KU Eichstätt-Ingolstadt. Seit Oktober 2011 ist er Inhaber des Lehrstuhls für Mittelalterliche Geschichte I und Direktor der Abteilung Landesgeschichte an der Albert-Ludwigs-Universität Freiburg.

## Leben
Jürgen Dendorfer legte das Abitur am Gymnasium in Straubing ab. Er studierte von 1992/93 bis 1998 Geschichte und Germanistik an den Universitäten Regensburg, München und Wien. 1998 erfolgte der Magister mit einer Arbeit über das Adelshaus der Grafen von Sulzbach und 1999 das Staatsexamen für das Lehramt an Gymnasien. In München wurde er 2002 mit einer von Stefan Weinfurter angeregten und betreuten sowie summa cum laude beurteilten Arbeit über adlige Gruppenbildung am Beispiel der Grafen von Sulzbach promoviert. Die Zweit- und Drittgutachter waren Alois Schmid und Ludwig Holzfurtner.
Im Jahre 2008 erfolgte ebenfalls in München die Habilitation. Dendorfer war Stipendiat der Studienstiftung des deutschen Volkes. Als wissenschaftlicher Mitarbeiter war er an der Universität Heidelberg (1999/2000) und an der Universität München (LMU) (2001–2004) tätig. Dendorfer war von 2004 bis 2007 wissenschaftlicher Mitarbeiter im DFG-Sonderforschungsbereich 573 „Pluralisierung und Autorität in der Frühen Neuzeit“. 2006 wurde ihm der wissenschaftliche Förderpreis der Stauferstiftung Göppingen verliehen. Von 2007 bis 2008 war er wissenschaftlicher Assistent an der LMU München am Lehrstuhl für Spätmittelalter von Claudia Märtl. Es folgten Lehrstuhlvertretungen für Stefan Weinfurter an der Universität Heidelberg (WS 2008/09) und für Claudia Märtl an der Universität München (LMU) (Sommersemester 2009). Anschließend war er ein Jahr Gastdozent am Deutschen Historischen Institut in Rom.
Von Oktober 2010 bis September 2011 war Dendorfer Lehrstuhlinhaber für Mittelalterliche Geschichte an der KU Eichstätt-Ingolstadt. Dendorfer lehrt seit Oktober 2011 als Nachfolger von Thomas Zotz an der Universität Freiburg als W3-Professor für Mittelalterliche Geschichte (Früh- und Hochmittelalter) und Landesgeschichte des deutschsprachigen Südwestens. Seine Freiburger Antrittsvorlesung hielt er im Juli 2012 über die Herzogin Hadwig auf dem Hohentwiel. Dendorfer ist Mitglied im Konstanzer Arbeitskreis für mittelalterliche Geschichte (seit 2015).

## Forschungsschwerpunkte
Seine Forschungsschwerpunkte sind die politische Geschichte des Früh- und Hochmittelalters, die süddeutsche Landesgeschichte im Mittelalter, die Geschichte des Adels, die politisch-sozialen Bindungsformen im Hochmittelalter (Verwandtschaft, Freundschaft und insbesondere das Lehnswesen) sowie Papsttum und Kurie im 15. Jahrhundert.

### Landesgeschichte Süddeutschlands im Mittelalter
Mit seiner Dissertation untersuchte er erstmals seit 170 Jahren umfassend die Geschichte vom Aufstieg bis zum Fall der Grafen von Sulzbach und kam zu zahlreichen neuen Einsichten für die Landesgeschichte Süddeutschlands und der Reichsgeschichte im 12. Jahrhundert. Dendorfer untersuchte das „exzeptionelle Hervortreten eines einzelnen Grafengeschlechts am spätsalisch-frühstaufischen Königshof“ nicht anhand einer herausragenden Einzelpersönlichkeit, sondern als Ergebnis adeliger Gruppenbildung am Fallbeispiel der Grafen von Sulzbach. Dendorfers Fragestellung war es, „ob und wie sich überlagernde verwandtschaftliche, freundschaftliche und herrschaftliche Bindungen [...] zu einer über das agnatische Geschlecht hinausgreifenden Gruppenbildung des Adels verdichten konnten.“ Im Laufe des 12. Jahrhunderts konnte Dendorfer bei der Analyse der Beziehungen des Grafengeschlechts zum Königshof ein deutliches Schwanken zwischen Königsnähe und Königsferne feststellen. Das Adelsgeschlecht hatte seinen größten Einfluss unter Graf Berengar I. am Königshof Heinrichs V. Berengars Sohn Graf Gebhard war hingegen überhaupt nicht am Hof Lothars III. Durch die Analyse der Memoria konnte Dendorfer die adligen Gruppenbildungen im 12. Jahrhundert in Bayern erhellen. Er konnte an mehreren Beispielen von Memorialstiftungen zeigen, dass die Schenkungen in einem Umfeld personaler Beziehungen des Schenkers standen. Gewählt wurden für das 12. Jahrhundert „fast ausschließlich Klöster und Stifte, deren Vögte mit dem Stifter als Verwandte, Freunde und Getreue verbunden waren“.
Mit Hubertus Seibert gab Dendorfer 2005 einen Sammelband zu den frühen Staufern heraus. Die Geschichtswissenschaft hatte sich der Zeit der Staufer vielfach gewidmet. Das Interesse in der Forschung hatte sich bis dahin aber weniger der Frühzeit der Dynastie, sondern dem Wirken Kaiser Friedrich Barbarossas und seiner Söhne gewidmet. Dendorfer untersuchte in diesem Zusammenhang die Zeugenlisten in den Urkunden des Herrschers Heinrichs V. Im Mittelpunkt stand der Schwabenherzog Friedrich II.
Im September 2016 fand in St. Peter im Schwarzwald, im Hauskloster der Zähringer, eine Tagung zu den Zähringern („Die Zähringer. Rang und Herrschaft um 1200“) statt. Die Tagung wurde von der Abteilung Landesgeschichte des Historischen Seminars der Albert-Ludwigs-Universität Freiburg, dem Alemannischen Institut Freiburg e. V. und dem Verein Zähringerzentrum St. Peter veranstaltet. Die Beiträge wurden von Dendorfer zum Gedenkjahr 2018, 800 Jahre nach dem Tod des letzten Zähringers Bertold V., herausgegeben.

### Lehnswesen
Gemeinsam mit Roman Deutinger gab Dendorfer die Ergebnisse einer 2008 in München stattfindenden Tagung zum Lehnswesen heraus. Ausgangspunkt war die Kritik von Susan Reynolds Mitte der 1990er Jahre an der bisherigen Vorstellung eines Lehnswesens. Der zeitliche Schwerpunkt der Beiträge liegt auf dem 12. Jahrhundert. Das Ziel war es, „den Stellenwert des Lehnswesens im Rahmen der Ordnungskonfigurationen des Früh- und Hochmittelalters neu zu bestimmen“. Als wesentliches Ergebnis der Tagung wurde festgestellt, dass sich eine zwingende Verbindung von Lehen und Vasallität im Reich nördlich der Alpen vor 1150 nicht erkennen lasse.
Dendorfer konnte in einem 2013 veröffentlichten Beitrag zeigen, dass in der am 13. April 1180 von Friedrich I. Barbarossa ausgestellten Gelnhäuser Urkunde, mit der die Herzogtümer Sachsen und Bayern Heinrich dem Löwen aberkannt und neu vergeben wurden, keine lehnrechtlichen Argumentationen und Vorstellungen von ausschlaggebender Relevanz waren. Leihebeziehungen wurden in der zweiten Hälfte des 12. Jahrhunderts zwar zunehmend verschriftlicht, aber „das Lehnrecht war nicht das allgemein akzeptierte Ordnungsmodell, das die Beziehungen von König und Fürsten strukturierte.“
Dendorfer befasste sich mit der im Wormser Konkordat geregelten Belehnung von Bischöfen mit Szepterlehen. In seiner Studie stellte er fest, dass seit der Mitte des 12. Jahrhunderts „das Lehnswesen zunehmend als eine hierarchische, auf den Hof ausgerichtete Ordnungsvorstellung“ hervortrat. Dendorfer zeigte die Vieldeutigkeit des hominium im 12. Jahrhundert auf. Der Begriff ist nicht nur im lehnrechtlichen Sinne, sondern auch als rituelle Geste zur Bekräftigung des Treueides zu verstehen. Demnach könne aus einer bloßen Erwähnung eines hominium nicht ausschließlich auf eine lehnsrechtliche Bindung geschlossen werden.
Mit Steffen Patzold gab er 2023 den Sammelband Tenere et habere. Leihen als soziale Praxis im frühen und hohen Mittelalter heraus. Darin entwickelten sie eine neue Terminologie „die es Historikern erlaubt, einigermaßen klar über die Praxis des Leihens im Mittelalter zu sprechen“. Lehen, das in der mediävistischen Forschungsliteratur allzu oft eine feudo-vasallitische Definition beinhaltet, ersetzen sie im Sinne von Wilhelm Ebel durch Leihe. Darunter verstehen sie mit Ebel eine Praxis, die die „Übertragung einer abgeleiteten Befugnis, eine Ermächtigung, die Ausübung übertragener Rechte zum Gegenstand“ hat. Sie identifizieren mit die Prekarie, die Pacht und das Pfand drei „etwas deutlicher fassbare Konzepte“ des Leihens. Für alle anderen Formen der Leihe stellen sie zwei weitere Konzepte vor. Die erste Form ist die „normale Leihe“, die nicht in die drei vorhergehenden Typen passt und nicht mit einer Gegenleistung verbunden ist. Die zweite Variante ist die der „konditionalen Leihe“ und wird wiederum unterteilt in Leihe gegen Dienst und Leihe gegen Abgaben. Diese Konzepte sind Grundlage für alle Aufsätze dieses Bandes, die jeweils ein spezifisches Quellencorpus untersuchen. Dendorfer befasste sich dabei mit den bayerischen Traditionsbüchern des 12. und 13. Jahrhunderts.

### Kirchenreform und Konziliarismus
Im Rahmen des Sonderforschungsbereichs 573 (Pluralisierung und Autorität in der Frühen Neuzeit) fand in München 2006 eine internationale Tagung statt. Mit Claudia Märtl gab Dendorfer 2008 diese Beiträge für die Zeit nach dem Basler Konzil in einen Sammelband heraus. Der Band widmet sich den kurialen Reformdiskussionen nach 1450.
Dendorfer gab 2015 die Beiträge einer im September 2011 abgehaltenen Eichstätter Tagung über den Bischof Johann von Eych, die Geschichte des Bistums in der Mitte des 15. Jahrhunderts und die frühe Phase des Humanismus in Eichstätt heraus. Ziel der Tagung war es, „überregionale und regionale Kompetenz zu dieser Schlüsselperiode der Eichstätter Geschichte in der Mitte des 15. Jahrhunderts zu bündeln, um eine Bilanz des derzeitigen Forschungsstandes zu ziehen und Impulse für weitere Forschungen zu geben“. Nach Dendorfer sei Eichstätt unter Bischof Johann von Eych „zu einem Knotenpunkt der geistigen Strömungen des Jahrhunderts“ geworden.

### Geschichte des Kardinalats im Mittelalter
Im Jahr 2011 gab er mit Ralf Lützelschwab ein Handbuch zum Kardinalat heraus. Das Werk entstand im Rahmen des von der Deutschen Forschungsgemeinschaft geförderten Netzwerks „Glieder des Papstleibes oder Nachfolger der Apostel? Die Kardinäle des Mittelalters (11. Jahrhundert – ca. 1500)“. Der zeitliche Schwerpunkt liegt auf den Jahren 1049 bis 1503. Bislang fehlte trotz vielfältiger Forschungen eine zusammenhängende Darstellung des Kardinalats im Mittelalter. Ein zweites Werk legten die Herausgeber zur Geschichte des Kardinalats zwei Jahre später vor.

## Schriften (Auswahl)
Monografien
- Adelige Gruppenbildung und Königsherrschaft. Die Grafen von Sulzbach und ihr Beziehungsgeflecht im 12. Jahrhundert (= Studien zur bayerischen Verfassungs- und Sozialgeschichte. Arbeiten aus der historischen Atlasforschung in Bayern. Bd. 23). Kommission für bayerische Landesgeschichte, München 2004, ISBN 3-7696-6870-7 (Zugleich: München, Universität, Dissertation, 2002).

Herausgeberschaften
- mit Jörg Peltzer: Adeliges und fürstliches Erben im Reich (ca. 1150–1250). Recht – Praktiken – Aushandlungen (= Vorträge und Forschungen. Bd. 98). Thorbecke, Ostfildern 2025, ISBN 978-3-7995-6900-2.
- mit Andreas Jobst, Frank L. Schäfer: 900 Jahre Stadt Freiburg, 500 Jahre Stadtrechtsreformation. Ergebnisse, Kontexte und offene Fragen der Stadtrechtsgeschichte (= Freiburger Rechtsgeschichtliche Abhandlungen. Neue Folge. Bd. 85). Duncker & Humblot, Berlin 2024 ISBN 978-3-428-58914-2.
- mit Steffen Krieb: Zisterzienser und Zisterzienserinnen am Oberrhein (12. bis 14. Jahrhundert) (= Oberrheinische Studien. Bd. 45). Thorbecke, Ostfildern 2023, ISBN 978-3-7995-7846-2.
- mit Steffen Patzold: Tenere et habere. Leihen als soziale Praxis im frühen und hohen Mittelalter (= Besitz und Beziehungen. Bd. 1). Thorbecke, Ostfildern 2023, ISBN 978-3-7995-5040-6.
- mit Heinz Krieg und R. Johanna Regnath: Die Zähringer. Rang und Herrschaft um 1200 (= Veröffentlichung des Alemannischen Instituts. Nr. 85). Thorbecke, Ostfildern 2018, ISBN 3-7995-1296-9.
- Reform und früher Humanismus in Eichstätt. Bischof Johann von Eych (1445–1464) (= Eichstätter Studien. Bd. 69). Pustet, Regensburg 2015, ISBN 3-7917-2494-0.
- mit Ralf Lützelschwab: Geschichte des Kardinalats im Mittelalter (= Päpste und Papsttum. Bd. 39). Hiersemann, Stuttgart 2011, ISBN 978-3-7772-1102-2.
- mit Roman Deutinger: Das Lehnswesen im Hochmittelalter. Forschungskonstrukte – Quellenbefunde – Deutungsrelevanz. (= Mittelalter-Forschungen. Bd. 34). Thorbecke, Ostfildern 2010, ISBN 978-3-7995-4286-9 (Digitalisat).
- mit Claudia Märtl: Nach dem Basler Konzil. Die Neuordnung der Kirche zwischen Konziliarismus und monarchischem Papat (ca. 1450–1475) (= Pluralisierung & Autorität. Bd. 13). Lit, Berlin u. a. 2008, ISBN 978-3-8258-1370-3.
- mit Hubertus Seibert: Grafen, Herzöge, Könige. Der Aufstieg der frühen Staufer und das Reich (1079–1152) (= Mittelalter-Forschungen. Bd. 18). Thorbecke, Ostfildern 2005, ISBN 978-3-7995-4269-2 (Digitalisat).

Edition
- mit Marita Blattmann, Mathias Kälble, Heinz Krieg: Die Freiburger Stadtrechte des hohen Mittelalters (1120–1293). Edition, Übersetzung, Einordnung (= Veröffentlichungen aus dem Archiv der Stadt Freiburg im Breisgau. Bd. 43). Stadtarchiv Freiburg im Breisgau, Freiburg im Breisgau 2020, ISBN 978-3-923272-44-0.